# Locklan Gilbert
Locklan Gilbert (Perth, 24 agosto 1991) è un ex giocatore di football americano e personaggio televisivo australiano, che ha giocato come tight end.
Ha iniziato a giocare per gli Westside Steelers, trasferendosi ai Perth Blitz; nel 2012 viene messo sotto contratto dai Lübeck Cougars, mentre l'anno successivo passa ai Kiel Baltic Hurricanes e nel 2015 agli Helsinki Wolverines.
Dopo la carriera nel football americano è diventato un volto dei reality show australiani partecipando ad Australian Survivor e The Bachelor.